# Aeropuerto Internacional de Osaka
El Aeropuerto Internacional de Osaka (大阪国際空港 Ōsaka Kokusai Kūkō?), conocido también como Aeropuerto de Osaka y Aeropuerto de Itami, es el principal aeropuerto nacional para la región Kansai en Japón. Se clasifica como un aeropuerto de primera clase. Se encuentra ubicado entre las ciudades Toyonaka, Ikeda e Itami 13 km al noreste de Osaka.
A pesar de su denominación de «internacional», los vuelos que se realizan son totalmente dentro de Japón. El Aeropuerto Internacional de Kansai (27 mi de distancia) se hace cargo de los vuelos internacionales desde 1994.
Junto con el Aeropuerto de Kobe y el Aeropuerto Internacional de Kansai, es uno de los tres aeropuertos de la región Kansai.

## Transportes
El aeropuerto se encuentra bien comunicado por el monorraíl de Osaka, el más largo de Japón.